# Julia Johannsen
Julia Johannsen (* 1988 in Homburg) ist eine deutsche Theologin, die sich aber vor allem als freischaffende Künstlerin und Galeristin betätigt. Sie ist die Gründerin der Künstlergruppe KunterBund und Initiatorin des Projektes Generationending. Sie ist auch Mitglied der Vereinigung PopRat Saarland – Verband für Pop- und Eventkultur e.V.

## Biografie
Johannsen hat Evangelische Theologie und Germanistik an der Universität des Saarlandes studiert und 2014 mit dem Staatsexamen abgeschlossen. Ihre Examensarbeit hatte den Titel Betrachtung des Lichts in Johannes 8,12 und in der Glasmalerei sakraler Räume von Herrmann Juncker, Johannes Schreiter und Gerhard Richter.
Schon früh arbeitete sie aber auch selbst künstlerisch und gründete 2008 die Künstlergruppe KunterBund in Saarbrücken. Seit 2011 nimmt Johannsen regelmäßig an den Tagen der Bildenden Kunst in Saarbrücken teil. 2012 initiierte sie das Projekt Generationending unter anderen mit der Fotografin Monika Zorn, dem Karikaturisten Roland Stigulinszky und der Malerin Annette Linneweber. 2013 war Johannsen als Kunstcoach für die Versicherung CosmosDirekt tätig. 2017 eröffnete sie in Homburg eine Kunstgalerie. Dort werden neben ihren eigenen Werken oft auch Bilder anderer Künstler ausgestellt. Im Februar 2022 zeigte Johannsen in der Ausstellung View Bilder von Martin Feifel, Marvin Opelt und Jürgen Frey, Sebastian Voltmer, Sandra Bergemann, Susann Wanner, Sebastian Rauch und Alexander Palm.

## Ausstellungen (Auswahl)
- seit 2008: KunterBund-Ausstellungen in Saarbrücken, Homburg, St. Ingbert, Metz, Nancy, Berlin
- seit 2012: jährliche Ausstellung beim Internationalen Jazzfestival in St. Ingbert
- 2013: Einzelausstellung mondblau in der Rathaus-Galerie St. Ingbert
- seit 2014: Einzel-Dauerausstellung in der Saarländischen Landesvertretung in Berlin
- 2015: Einzelausstellung Ein Stück vom See in der Galerie Sheriban Türkmen in Berlin-Charlottenburg
- 2016: Einzelausstellung Himmel und Erde in der Galerie Sheriban Türkmen
- 2017: Gemeinschaftsausstellung Ein Stück vom Norden in Homburg
- 2017: Gemeinschaftsausstellung Eintauchen in Templin
- 2018: Traumpaar, mit Alexander Palm, Julia Johannsen und Joanna Crittendon, Galerie Julia Johannsen, Berlin[8]
- 2019: Eröffnungsausstellung im Rahmen des Musikfestivals Resonanzen in Saarbrücken
- 2020: Einzelausstellung Die Welt ist blau. Unionsstiftung Saarbrücken
- 2020: Gemeinschaftsausstellung Der perfekte Mix – Music, Art, Design in Homburg
- 2020: Einzelausstellung Traumland. Galerie Sheriban Türkmen
- 2021: Gemeinschaftsausstellung Blaue Freiheit. in Homburg